# Venit de bază necondiționat

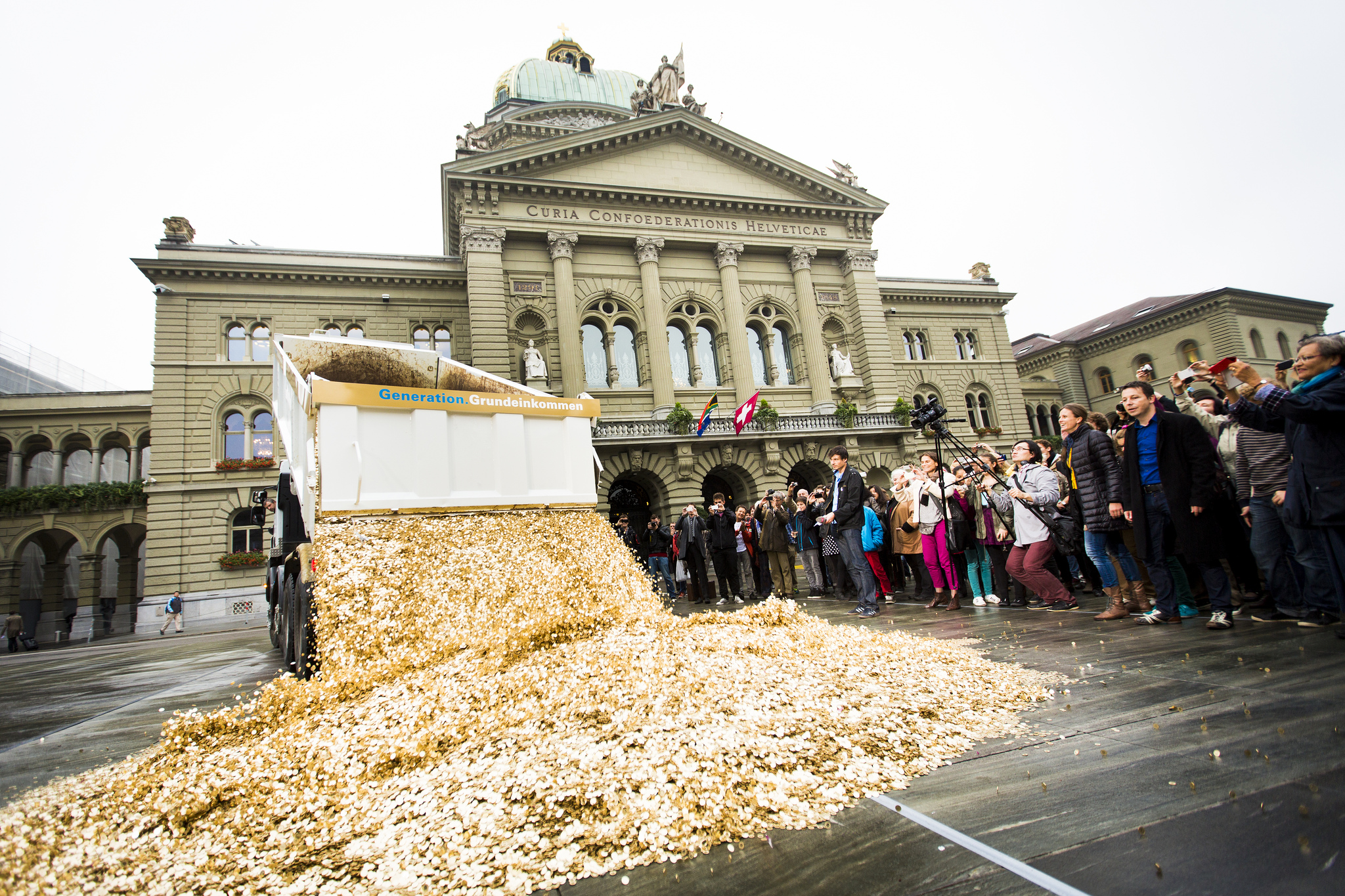
Manifestanți împotriva "Generației venitului de bază" (Elveția, 2013)

Venitul de bază necondiționat este un model social-politic de transfer financiar, conform căruia fiecare cetățean, indiferent de situația sa economică, primește o sumă de bani stabilită prin lege. Această sumă este aceeași pentru toată lumea și nu presupune un contraserviciu. Este pusă în discuție ca model de venit capabil să asigure existența chiar și în absența unei alte surse de venit sau ajutor social.
Ideea de a distribui tuturor cetățenilor o parte din veniturile bugetare, fără a face dovada necesității ajutorului social, este un fenomen global, față de care există variații de la o țară la alta. De pildă, în Statele Unite propunerea e discutată sub numele de Basic Income Guarantee (BIG), în Namibia un proiect-pilot a ales termenul de Basic Income Grant (BIG), în timp ce în Australia, Marea Britanie, Canada și Noua Zeelandă e utilizat termenul de Social Credit. Între modelele discutate în Germania ca Bedingungsloses Grundeinkommen (BGE) se numără de exemplu modelul Althaus Solidarische Bürgergeld, modelul Ulmer sau modelul inițiativei fondate de Götz Werner cu denumirea Unternimm die Zukunft. În Elveția se dezvoltă prin Initiative Grundeinkommen un model de punere în aplicare a venitului de bază.
O abordare asemănătoare o găsim la Milton Friedman prin impozitul pe venit negativ, de care însă beneficiază doar persoanele cu venituri mici sau lipsite de venit. Nu trebuie confundat în niciun caz venitul de bază necondiționat cu modelul „Dividendului pentru cetățeni”, a cărei plată către populație este condiționată.

## Proiecte

### Anglia
Tony Blair a creat, în mai 2003, Child Trust Fund, o măsură propusă de Bruce Ackerman, oferind fiecărui copil un „capital propriu” la vârsta de 18 ani.

### Canada
Conceptul a fost testat de către Programul Mincome în anii ’70 în orașul Dauphin (Manitoba) din Canada.

### India
Proiectele pilot cu venituri de bază în India au început în ianuarie 2011 de la suma de 1.000 de rupii (aproximativ 22 USD) pe lună. S-a constatat că venitul de bază din această regiune a crescut rata gradului de educație a tinerilor cu 25%.

### Finlanda
În Finlanda, coaliția de centru-dreapta, aleasă în mai 2015, și-a anunțat intenția de a testa alocarea unui venit de bază necondiționat în țară. Proiectul a fost implementat între anii 2016-2018.

### Irak
Venitul de bază în Irak a fost propus în toamna anului 2010. A fost acordat tuturor cetățenilor și a înlocuit subvențiile pe benzină, electricitatea și unele produse alimentare. În 2012, suma a fost echivalentul a aproximativ 40 USD pe persoană pe lună, 480 USD pe an pentru o singură persoană și 2.300 USD pentru o familie formată din cinci persoane.

### Israel
În Israel, în 2018, o inițiativă non-profit GoodDollar a început să construiască un cadru economic global pentru a furniza venituri de bază universale durabile și scalabile prin noua tehnologie digitală a activelor blockchain. Această inițiativă își propune să lanseze o rețea de transfer de bani peer-to-peer în care banii să poată fi distribuiți către cei mai nevoiași, indiferent de locația lor, pe baza principiilor venitului de bază necondiționat. Proiectul a strâns 1 milion de dolari SUA de la eToro.

### Kenya
Experimentul GiveDirectly demarat într-un sat dezavantajat din Nairobi, Kenya, este unul dintre cele mai longevive experimente cu privire la venitul de bază din noiembrie 2017, și care urmează să se desfășoare timp de 12 ani.

### Kuweit
Acordarea venitului de bază necondiționat tuturor cetățenilor (1.155.000) a început în februarie 2012, însă pentru o perioadă limitată de timp în care cetățenilor le-a fost acordată suma de 1000 dinari/cetățean (3580 USD/cetățean).

### Namibia
În zona Otjivero - Omitara (1.000 de persoane la 100 km distanță de Windhoek) venitul de bază universal este distribuit, în fiecare lună timp de doi ani (începând cu 1 ianuarie 2008) fiecărei persoane înregistrate, suma de 100 de dolari namibieni. Criminalitatea a scăzut, securitatea alimentară a crescut, absenteismul școlar și șomajul au scăzut și au fost create microîntreprinderi. Venitul total al rezidenților a crescut cu 29%.

### Olanda
Orașul olandez Utrecht va lansa în 2016 un program CR pilot, acordat persoanelor care primesc deja beneficii sociale și care sunt supuse obligațiilor.

### Statele Unite
Fondul permanent din Alaska a fost creat în 1976 cu ajutorul capitalul provenit din veniturile de stat din minerit și petrol și ale căror profituri asigură un venit de bază universal acordat în 30 iunie din 1982. În 1999, un referendum a interzis statului să folosească „o parte” din venituri (84% față de 16%). În 2011, fiecare rezident a primit 1174 USD.

## Vezi și
- Activism
- Ajutor social
- Ajutor umanitar
- Asigurări sociale
- Asistență socială
- Caritate
- Distribuirea veniturilor
- Echitate
- Etică socială
- Egalitarism
- Egalitate de șanse
- Filantropie
- Inegalitate socială
- Ocuparea forței de muncă
- Politica socială
- Politică de stânga
- Probleme sociale
- Relații sociale
- Securitate socială
- Socialism
- Socioeconomie
- Solidaritate
- Venit